# Madea Goes to Jail (película)
Madea Goes to Jail  es una película estadounidense de comedia y drama del año 2009, adaptado, escrito y dirigido por Tyler Perry, que fue inspirado por la obra de teatro de Perry del mismo nombre. La película se centra en el personaje de Perry Madea Simmons por sus problemas de ir a la cárcel y su incapacidad para gestionar la ira, y se centra en el desarrollo de un romance entre un abogado joven y una amiga del pasado (a quien Madea conoce en la cárcel). Un adelanto exclusivo de la película fue incluido en la versión cinematográfica de Tyler Perry's The Family That Preys.

## Argumento
Tras una persecución a alta velocidad por las autopistas (como se muestra al final de la anterior película de Perry, Meet the Browns) donde Madea (Tyler Perry) comparece ante el juez Mablean (Mablean Ephriam): el juicio dura poco porque los policías no le leyeron sus derechos a Madea, así que el juez le da un curso de gestión de la ira. Mientras tanto, el asistente del fiscal de distrito: Joshua Hardaway (Derek Luke) tiene una vía rápida para el éxito profesional. Pero Hardaway se encuentra con un caso muy personal y difícil de manejar: la defensa de una joven prostituta y drogadicta, Candace Washington (Keshia Knight Pulliam) a la que al parecer ya conoce, y pide a su novia y compañera la ayudante del fiscal de distrito Linda Davis (Ion Overman) que trabaje en el caso de Candace. Después del juicio, Joshua paga la fianza de Candace y le dice que se reúna con la activista de la iglesia Ellen (Viola Davis), que trata de ayudar a Candace, que parece estar un tanto amargada y furiosa por sus circunstancias. Joshua habla brevemente con Candace durante el almuerzo, y queda al descubierto que los dos mantuvieron cierta relación en el pasado durante sus años de universidad.

## Personajes
- Tyler Perry como Madea / Joe / Brian.
- Derek Luke como Joshua Hardaway.
- Keshia Knight Pulliam como Candace "Candy" Washington / Candace Collins.
- Tamela Mann como Cora Simmons.
- Ion Overman como Linda Davis.
- Sofia Vergara como T.T.
- Viola Davis como Ellen.
- Vanessa Ferlito como Donna.
- David Mann como Mr. Brown
- RonReaco Lee como Chuck.
- Mablean Ephriam como ella misma.
- Jackson Walker como Mr. Brackman
- Leon LaMar como Oldman.
- Robin Coleman como Big Sal

### Cameos
- Al Sharpton como él mismo.
- Whoopi Goldberg ella misma.
- Sherri Shepherd ella misma.
- Elisabeth Hasselbeck ella misma.
- Joy Behar como él mismo.
- Tom Joyner como él mismo.
- Steve Harvey como él mismo.
- Michael Baisden como él mismo.
- Phil McGraw como Dr. Phil McGraw (él mismo).
- Greg Mathis como Juez Mathis (él mismo).

## Recepción

### Recepción de la crítica
La película recibió generalmente una mezcla de críticas negativas por parte de muchos críticos. Rotten Tomatoes informó que el 28% de los críticos dio comentarios positivos sobre una base de 42 comentarios con una puntuación media de 4.9/10. Otro revisador como Metacritic, le asignó una calificación normal de los principales críticos, dando a la película un 59% de aprobación por parte de los críticos, basándose en 13 comentarios. Sam Adams del diario Chicago Tribune le dio a la película 2.5/4 estrellas y escribió que "si la película es un desastre, fue un desastre a propósito, astutamente, si no artísticamente, empujando a todos los botones adecuados para garantizar que Perry estará de vuelta para otra ronda mas."

### Taquilla
En su primer fin de semana, la película se estrenó en el # 1, y recaudó $41.030.947 (2.032 teatros, $20.192 en promedio), mayor de viernes a domingo desde que Twilight lo hizo en noviembre de 2008. Ya que la película Madea's Family Reunion rompió en un fin de semana con cifras de $30 millones de dólares como la recaudación más alta en un fin de semana para una película de Tyler Perry. Se rompió el récord de Saw III de los $33 millones de dólares que era la más alta recaudación de un fin de semana en la historia de la empresa Lionsgate Entertainment. "Estamos cautelosamente optimistas que podríamos hacer más de 30 millones," dijo Steve Rothenberg. En el segundo fin de semana, se redujo al 61 por ciento, pero siguió en el # 1 recaudando $16.175.926 dólares (2.052 teatros, $7.883 en promedio), con lo que en el décimo día recaudo en total $64.525.548 dólares. La película cierra el 23 de abril de 2009, recaudando $90.508.336 dólares.</ref>